# XMASS
XMASS（エックスマス）とは、暗黒物質（ダークマター）の調査を目的として岐阜県飛騨市の旧神岡鉱山跡地の地下に建設された、東京大学宇宙線研究所の素粒子観測施設である。

## 概要
XMASS実験は、約-100℃に冷却した液体キセノンを用いた検出器で暗黒物質の正体を明らかにすることを目的とするとして建設された。

### 建設
2008年8月にXMASS実験のための新たな空洞の掘削が終わり、同年秋に外部からの放射線バックグラウンドを遮蔽するためのおよそ800トンの水タンクが完成した。2010年9月におよそ1トンの液体キセノンを用いたXMASS検出器がこの水タンク内に設置され、2010年10月から観測が始められた。その後、2012年6月から改修のため一時検出器の運転を停止し、改修終了後の2013年11月から観測を再開した。

### 将来計画
光電子増倍管を改良、検出器を大型化し、約5トンの液体キセノンを用いて感度を大幅に向上させる「XMASS-1.5」、さらに約20トンの液体キセノンを用いる「XMASS-II」など、検出機器の増強を計画している。

## 研究成果
2014年9月、「XMASS-I」による高感度探索で、暗黒物質の有力候補の1つだったSuper-WIMPのうち、電子の10分の1から5分の1（40keVから120keV）の軽い質量範囲のものについて、ダークマターである可能性が排除された。